# King of the Mountain (chanson)
Pour les articles homonymes, voir King of the Mountain.
Pour un article plus général, voir Discographie et vidéographie de Kate Bush.
Singles de Kate Bush
And So Is Love
(1994) Deeper Understanding
(2011)
King of the Mountain est une chanson de l'artiste britannique Kate Bush qui figure sur son huitième album Aerial. 
Le single sort le 24 octobre 2005 sous le label EMI et est l'unique chanson de l'album. La chanson a été écrite et produite par Kate Bush.

## Formats et liste des pistes
Single 7" au Royaume-Uni
Toutes les chansons sont écrites et composées par Kate Bush.
| No | Titre                | Durée |
| -- | -------------------- | ----- |
| 1. | King of the Mountain | 4:53  |
| 2. | Sexual Healing       | 5:58  |

## Classement par pays
| Classement (2005)               | Meilleure position |
| ------------------------------- | ------------------ |
| Irlande (Irish Singles Chart)   | 13                 |
| Italie (Italian Singles Charts) | 4                  |
| Pays-Bas (Single Top 100)       | 13                 |
| Royaume-Uni (UK Download Chart) | 6                  |
| Royaume-Uni (UK Singles Chart)  | 4                  |